# ويليام بويد سلون
ويليام بويد سلون (بالإنجليزية: William Boyd Sloan)‏ هو محامي وقاضي أمريكي، ولد في 9 يوليو 1895 في غينسفيل في الولايات المتحدة، وتوفي في 22 أكتوبر 1970.